# Anita Nall
	Nadia Anita Louise (Anita) Nall  (Harrisburg (Pennsylvania), 21 juli 1976) is een Amerikaans zwemster.

## Biografie
Nall zwom in de aanloop van de Olympische Zomerspelen van 1992 wereldrecords op de 200m schoolslag. Op de spelen moest zij genoegen nemen met de bronzen medaille op de 200m schoolslag en zilver op de 100m schoolslag, met haar ploeggenoten zwom zij in een wereldrecord naar het goud op de 4x100m wisselslag.

## Internationale toernooien
| Jaar | Olympische Spelen                                     | Pan-Pacs                                              | P-AS            | WK kortebaan                                                                     |
| ---- | ----------------------------------------------------- | ----------------------------------------------------- | --------------- | -------------------------------------------------------------------------------- |
| 1991 |                                                       | 4e 100m schoolslag                                    |                 |                                                                                  |
| 1992 | 100m schoolslag · 200m schoolslag · 4x100m wisselslag |                                                       |                 |                                                                                  |
| 1993 |                                                       | 100m schoolslag · 200m schoolslag · 4x100m wisselslag |                 |                                                                                  |
| 1994 |                                                       |                                                       |                 |                                                                                  |
| 1995 |                                                       |                                                       | 200m schoolslag |                                                                                  |
| 1996 |                                                       |                                                       |                 |                                                                                  |
| 1997 |                                                       |                                                       |                 |                                                                                  |
| 1998 |                                                       |                                                       |                 |                                                                                  |
| 1999 |                                                       |                                                       |                 |                                                                                  |
| 2000 |                                                       |                                                       |                 | 18e 50 schoolslag · 10e 100m schoolslag · 7e 200m schoolslag · 4x100m wisselslag |

1960: Burke, Kempner, Schuler, von Saltza ·
1964: Ferguson, Goyette, Stouder, Ellis ·
1968: Hall, Ball, Daniel, Pedersen ·
1972: Belote, Carr, Deardurff, Neilson ·
1976: Richter, Anke, Pollack, Ender ·
1980: Reinisch, Geweniger, Pollack, Metschuck ·
1984: Andrews, Caulkins, Meagher, Hogshead ·
1988: Otto, Hörner, Weigang, Meißner ·
1992: Loveless, Nall, Ahmann-Leighton, Thompson ·
1996: Botsford, Beard, Martino, Van Dyken ·
2000: Bedford, Quann, Thompson, Torres ·
2004: Rooney, Jones, Thomas, Henry ·
2008: Seebohm, Jones, Schipper, Trickett ·
2012: Franklin, Soni, Vollmer, Schmitt ·
2016: Baker, King, Vollmer, Manuel ·
2020: K. McKeown, Hodges, E. McKeon, Campbell ·
2024: Smith, King, Walsh, Huske